# Candiria
Candiria — американская рок-группа, образованная в нью-йоркском Бруклине в 1992 году. В творчестве группы сочетается множество различных стилей музыки, таких как альтернативный метал, хеви-метал, металкор, маткор, рэп-метал, их музыку часто называют «городской сплав».

## История
Candiria была первоначально сформирована в 1992 году вокалистом Карли Кома, гитаристами Крисом Пума и Эриком Мэтьюсом, а также барабанщиком Кеннетом Шалком. Позже Крис Пума был заменен Джоном Ламакхи, до 1997 года участником Beyond Reasonable Doubt.
9 сентября 2002 года группа была в Кливленде с гастрольным концертом в поддержку текущей записи. Там они попали в серьёзную аварию, в результате которой все члены группы были госпитализированы с критическими травмами. Начался долгий и болезненный восстановительный период для группы.
По состоянию на март 2009 года единственными оставшимися членами Candiria были Джон Ламакхи и Карли Кома. Кома заявил, что любые будущие усилия Candiria скорее всего будут направлены на электронную музыку, однако, к середине 2009 года, Майкл Макивор вернулся в группу. В августе 2009 года группа выпустила очередной альбом Toying with the Insanities Volume I. Гитарист Крис Пума умер 20 сентября 2009 года.
29 апреля 2014 года Candiria выпустила двойной сингл Invaders, первый новый материал за последний 5 лет. В апреле и мае 2015 года группа провела первые гастроли в Нью-Йорке за последнее десятилетие. В июле 2016-го Кеннет Шалк вновь покинул группу по семейным обстоятельством,. Ему на смену пришёл Дэнни Гроссарт. Гитарист Эдди Ортиз также покинул группу в этот период. Новым гитаристом Candiria стал Джулио Ариас. Candiria подписала контракт с Metal Blade Records в том же году.

## Участники
Текущие
Карли Кома (Carley Coma) — вокал (1992 — по сей день)

Джон Ламакхи (John Lamacchia) — гитара (1997—2004, 2004 — по сей день)

Майкл Макивор (Michael MacIvor) — бас-гитара (1997—2006, 2009 — по сей день)

Джулио Ариас (Julio Arias) — ритм-гитара (2015 — по сей день)

Дэнни Гроссарт (Danny Grossarth) — ударные (2016 — по сей день)
Бывшие
Крис Пума (Chris Puma) — гитара (1992—1997)

Эрик Мэтьюс (Eric Matthews) — гитара (1992—2004)

Джим Моффит (Jim Moffitt)

## Дискография
Студийные альбомы
- Deep in the Mental (EP) (1995)
- Surrealistic Madness (1995)
- Beyond Reasonable Doubt (1997)
- The Process of Self-Development (1999)
- 300 Percent Density (2001)
- The C.O.M.A. Imprint (2002)
- What Doesn’t Kill You… (2004)
- Kiss the Lie (2009)
- While They Were Sleeping (2016)

Другие релизы
- Toying with the Insanities Volume I (2009)
- Toying with the Insanities Volume II (2009)
- Toying with the Insanities Volume III (2010)